# Thomas Mofolo
Thomas Mokopu Mofolo (Khojane, Basutolandia, 22 de diciembre de 1876 - Teyateyaneng, Basutolandia, 8 de septiembre de 1948) fue un escritor basotho que escribió en lengua sesotho.

## Biografía
Thomas Mofolo se educó en la escuela local de Khojane, regida por la Sociedad Misionera Evangélica de París. De joven fue sirviente del reverendo Albert Casalis, el cual tenía una imprenta y depósito de libros en Morija, la capital regional. Casalis envió a Mofolo a la escuela bíblica, donde profundizó sus conocimientos sobre la Biblia y sobre literatura. De 1896 a 1899 estudió en la Morija Training School, donde obtuvo su certificado de maestro en 1899.
Durante la segunda guerra bóer la relación con Casalis se interrumpió. En 1902, Mofolo retornó al campo, donde aprendió carpintería. Ejerció como maestro hasta 1904, cuando Casalis volvió a contratarlo como secretario, periodo en el que escribió sus tres obras.
En 1910 abandonó la escritura y marchó a Sudáfrica para trabajar en las minas de oro y como reclutador de mano de obra en Johannesburgo. En 1937 compró una granja, pero en virtud de la Bantu Land Act de 1913, fue expulsado de Sudáfrica en 1940, retornando a Basutolandia.

## Influencias
En la época en que Mofolo empezó a escribir, las dos principales obras traducidas al sesotho eran la Biblia y El progreso del peregrino, de John Bunyan. Por ello estas obras ejercían una gran influencia. El viajero del este y Pitseng tratan temas relacionados con la salvación cristiana.
Shaka, por su parte, es una novela histórica sobre el rey zulú, pero no presentado como una figura alegórica sino como un personaje trágico. El hecho de que en esta obra Mofolo no condenara las costumbres tribales llevó a que los editores —misioneros protestantes— dudaran de publicarlo, circunstancia que condujo al abandono de la literatura por el autor.

## Obra
- Moeti oa bochabela (1907); El viajero del este. Se publicó inicialmente como serial en el periódico en lengua sesotho Leselinyana a partir del 1 de enero de 1906. Es la primera novela escrita en sesotho.[1][3]
- Pitseng (1910).[1]
- Chaka (editada en 1925, escrita en 1909-1910).[3] Esta es su obra más conocida, traducida al inglés, afrikáans, alemán, francés y otros idiomas.[1]